# Histiotus magellanicus
Histiotus magellanicus е вид бозайник от семейство Гладконоси прилепи (Vespertilionidae).

## Разпространение
Видът е разпространен в Аржентина и Чили.